# Tim Cain
Timothy Cain es un desarrollador de videojuegos estadounidense más conocido como el creador, productor, programador principal y uno de los principales diseñadores del videojuego de rol Fallout de 1997. En 2009, IGN lo eligió como uno de los 100 mejores creadores de juegos de todos los tiempos.

## Biografía

### Primeros años
Cain fue a la Universidad de Virginia y a la escuela de posgrado en California. Durante este tiempo, ayudó a un amigo a programar un juego de cartas llamado Grand Slam Bridge para CYBRON Corporation, que se lanzó en 1986. En 1989, recibió una Maestría en Ciencias de la Computación en la Universidad de California en Irvine.

### Interplay Entertainment
Comenzó como programador autónomo para Interplay, donde trabajó en el editor de juegos de rol de fantasía The Bard's Tale Construction Set. Después de terminar el juego en 1991, trabajó a tiempo completo en Interplay. Posteriormente trabajó con Leonard Boyarsky, que era un artista independiente en ese momento, como diseñador y programador en el simulador de negocios Rags to Riches: The Financial Market Simulation, que se lanzó en 1993.
En 1994, comenzó a trabajar en solitario en el juego de CRPG postapocalíptico Fallout. Presentó el concepto básico basado en el sistema GURPS y comenzó a programar el motor del juego isométrico. También asumió el papel de productor de Thomas R. Decker, quien tenía que supervisar muchos otros proyectos en ese momento. Con un ciclo de desarrollo de tres años y medio, Fallout se lanzó en 1997. Durante este tiempo, también fue consultor de programación en Stonekeep (1995) y ayudó a codificar Star Trek: Starfleet Academy (1997).
Antes de dejar Interplay para formar su propia compañía en enero de 1998, escribió el arco de la historia principal y ayudó a diseñar el área The Den de Fallout 2. En una entrevista, criticó la mayor influencia del departamento de ventas/marketing durante el desarrollo de Fallout 2 y dijo: "Estábamos perdiendo parte del juego frente a un grupo más grande que tenía planes más importantes".

### Troika Games

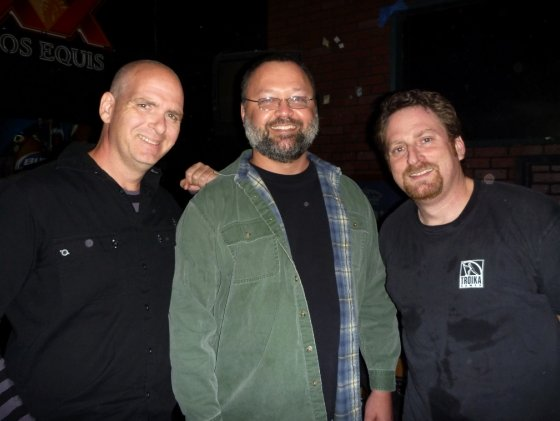
Tim Cain (centro) con los otros dos cofundadores de Troika Games: Jason Anderson (izquierda) y Leonard Boyarsky (derecha).

Después de formar en 1998 Troika Games con otros dos trabajadores de Interplay, Leonard Boyarsky y Jason D. Anderson, trabajó como líder de proyecto y programador principal en Arcanum: Of Steamworks and Magick Obscura, un juego de rol y fantasía steampunk para Sierra On-Line, Inc. que fue lanzado en 2001. Su siguiente juego lo reunió con Thomas R. Decker, el productor original de Fallout. Como líder del proyecto y diseñador principal, produjo en 20 meses el juego de Dungeons & Dragons The Temple of Elemental Evil (2003) para la editora Atari. Si bien le gustó hacer el juego, estaba decepcionado de que no resultara como él quería que fuera. Después de que Bethesda obtuviera la licencia de Fallout de Interplay en 2004, Cain expresó su decepción.

Esperaba que Troika obtuviera la licencia, pero nos superaron ampliamente en la oferta. Sin embargo, al final hicieron un buen juego.

Cain tuvo reacciones mixtas respecto a Fallout 3, elogiando el entendimiento de Bethesda del lore de Fallout, así como la adaptación del sistema "SPECIAL" en un FPS - RPG, pero criticó el humor y el reciclaje de demasiados elementos de la historia de los juegos anteriores de Fallout. Ayudó a programar el último juego de Troika, Vampire: The Masquerade – Bloodlines, un juego de rol de terror para Activision en 2004. También trabajó en un juego de rol postapocalíptico, pero no pudo convencer a ningún editor que lo financiara. Como consecuencia, tuvo que despedir a la mayoría de los empleados a fines de 2004 y cerrar Troika Games en febrero de 2005.

### Carbine Studios
Se unió como director de programación en Carbine Studios trabajando en un juego MMO de fantasía para NCSoft. Fue ascendido a director de diseño en octubre de 2007. Cain dejó Carbine Studios en julio de 2011.

### Obsidian Entertainment
En 2011, Tim Cain se unió a Obsidian Entertainment como programador sénior. Trabajó en Pillars of Eternity, que fue financiado a través de Kickstarter. También fue codirector de The Outer Worlds.

## Vida personal
Caín se ve afectado por el daltonismo hereditario, afirmando en una entrevista con Gamasutra que podía "ver menos de la mitad del espectro de colores". Le gusta cocinar, particularmente la cocina japonesa y china, y sus platos favoritos son el arroz frito con pollo al ajillo y el karaage de pollo. Cain se casó con su esposo Robert Land el 14 de julio de 2011.

## Juegos
| Año  | Título                                          | Rol(es)                                     |
| ---- | ----------------------------------------------- | ------------------------------------------- |
| 1991 | The Bard's Tale Construction Set                | Diseñador, programador                      |
| 1993 | Rags to Riches: The Financial Market Simulation | Programador, diseño adicional               |
| 1997 | Star Trek: Starfleet Academy                    | Programador                                 |
| 1997 | Fallout                                         | Productor, diseñador, programador principal |
| 1998 | Fallout 2                                       | Diseñador, programación adicional           |
| 2001 | Arcanum: Of Steamworks and Magick Obscura       | Líder de proyecto, programador líder        |
| 2003 | The Temple of Elemental Evil                    | Jefe de proyecto, diseñador jefe            |
| 2004 | Vampire: The Masquerade – Bloodlines            | Programador                                 |
| 2014 | South Park: The Stick of Truth                  | Programador                                 |
| 2014 | WildStar                                        | Diseño adicional, programación adicional    |
| 2015 | Pillars of Eternity                             | Programador, diseño adicional               |
| 2016 | Tyranny                                         | Programador                                 |
| 2019 | The Outer Worlds                                | Director                                    |